# Расчёт энергетических потребностей
Энергетический учёт (англ. energy accounting) — система, используемая в пределах промышленности, где измерение и анализ потребления энергии различными видами деятельности производится для повышения энергетической эффективности. В широком понимании — энергетический учёт используется для описания термодинамических аспектов энергетической экономики, как пример, когда анализируемая полезная энергия протекает в любой производящей энергию системе.
Энергетическим учётом также называется гипотетическая система распределения, предложенная Technocracy Inc. в «Технократическом курсе обучения», которая должна регистрировать энергию, использованную на производство и распределение товаров и услуг, потребляемых гражданами Техната.

## История
Физики и биологи были первыми, кто использовал потоки энергии для объяснения социального и экономического развития. Джозеф Генри, американский физик и первый секретарь Смитсоновского института, отмечал, что «основной принцип политической экономии состоит в том, что физический труд человека может быть улучшен только путем преобразования материи из сырого состояния в искусственное состояние путем затрат. называется силой или энергией».
В книге «Богатство, виртуальное богатство и долг» (Джордж Аллен и Анвин, 1926) Фредерик Содди указал на роль энергии в экономических системах. Книга Содди использовалась в качестве справочника в «Технократическом курсе обучения», где она широко цитировалась. Содди осудил акцент на денежных потоках в экономике, утверждая, что «реальное» богатство создается за счет использования энергии для преобразования материалов в товары и услуги. Экономические работы Содди в свое время по большей части игнорировались, но позже они были применены для развития биофизической экономики и биофизической экономики, а также экологической экономики в конце 20 века.
Николас Джорджеску-Реген ввёл в экономическую науку концепцию энтропии из термодинамики (известную из механистических основ неоклассической экономики, основанной на ньютоновской физике), и проделал фундаментальную работу, которая позже развилась в экономику развития. Его работа внесла значительный вклад в развитие биоэкономики и экологической экономики.
Ученые писали и высказывали мнения по различным аспектам учета энергии.   Сейчас используется множество вариантов учета энергии, поскольку проблема напрямую связана с текущей (ценовой системой) экономикой, а также с плановыми моделями в возможной нерыночной экономике.

## Энергетический учёт в промышленности
Энергетический учёт — это система, используемая в системах энергетического управления, где измерение и анализ энергетического потребления делается для улучшения энергетической эффективности в пределах организации.
Возможны различные преобразования энергии. Энергетический баланс может быть использован для направления энергии через систему. Это становится полезным инструментом для определения использования ресурсов и воздействий на окружающую среду. Может быть измерено, сколько энергии необходимо для каждой точки системы, и в какой форме эта энергия находится. Система учёта использования ресурсов отслеживает входящую, выходящую и неиспользованную энергию в сравнении с проделанной работой и превращениями внутри системы. Иногда, и неполезную работу, которая часто ответственна за проблемы с окружающей средой.

## Энергетический учёт в термоэкономике
Энергетическая экономика относится к термоэкономике, широкой научной предметной области, которая включает темы снабжения и использования энергии в обществе. Термоэкономисты утверждают, что экономические системы всегда включают в себя вещество, энергию, энтропию и информацию. Более того, целью многих экономических деятельностей является достижение определенной структуры. Таким образом, термоэкономические попытки применить теории неравновесной термодинамики, в которой структурные образования, называемые диссипативными структурами формируются, и теория информации, в которой информационная энтропия является центральным конструкцией, для моделирования экономической деятельности, функция которой — создавать недостающие ресурсы из естественных потоков энергии и материалов. В терминологии термодинамики, человеческая экономическая активность должна быть описана как диссипативная система, которая разрастается превращением и обменом ресурсов, товаров и услуг. Эти процессы включают в себя комплексные сети потоков энергии и материалов.

### Энергетический баланс
Энергетическая прибыль на инвестировании (EROEI) есть отношение энергии затраченной к стоимости энергии. Биофизические и экологические экономисты спорили, что анализ полезной энергии имеет несколько преимуществ перед стандартным экономическим анализом. Идея использовать первый и второй законы термодинамики для определения необходимой энергии в каждой точке системы и в какой форме эта энергия находится. Этот метод приводит к новому типу экономики, включающему аспекты термоэкономики и биофизической экономики.

### Измерение энергии
Анализ эксэргии выполняется в сфере промышленной экологии более эффективно. Термин «эксэргия» был изобретен Зоран Рант в 1956, но понятие было разработано Дж. Уиллардом Гиббсом. В последние десятилетия, употребление энергии получило распространение вне физики и инженерии в области промышленной экологии, экологической экономики, экологии систем и энергетики.
Энергетическое качество — это сопоставление разных форм энергии, разных трофических уровней в экологических системах и склонности энергии превращаться из одной формы в другую.
Быстрое продвижение технологий означает, что сейчас технически возможно достичь развития экономики, энергетической генерации, водного и отходного управления и пищевой продукции по отношению к устойчивым правилам эксплуатации использования методов систем экологии и индустриальной экологии.

## Подход Технического альянса

### История
Уиллард Гиббс разработал теорию энергетических детреминант, также относящуюся к векторному анализу, который в соответствии с Говардом Скоттом, сформировал базу определения работающей движущей силы функциональной социальной модели значимой в континентальном масштабе для Северной Америки. Термодинамический подход Гиббса ведет к концепциям Энергетического учёта как понимал Технический альянс. Скотт ссылался на Гиббса, как на личность, которая сделала возможной концепцию энергетической экономики используя энергетический учёт в создании Техната.

### Энергетические единицы
Единицы системы учёта использования ресурсов, предлагаемые Technocracy Incorporated, были бы известны как сертификаты источника энергии, или энергетические единицы. Энергетический учёт должен был заменить деньги в Технате, но, в отличие от традиционных валют, энергетические единицы не могли быть сохранены или накоплены, только распределены между простым населением.
Энергетические единицы возможно не будут физически получены горожанами самостоятельно так как система, вероятно, будет компьютеризирована. В этом предложении, Технат будет использовать информацию обо всех доступных природных ресурсах, промышленной производительности и потребительских потребностях граждан, чтобы определить, сколько каждого товара или услуги потребляется населением, и как производство должно сочетаться с потреблением. Это и есть тот баланс между производством и потреблением который представлен выбранным технократами символом — монадой.
Сумма энергетических единиц каждого гражданина должна была быть идентичной, в пределах выносимого контекста, ограничивающий фактор Технатов — ресурсная база и технологический уровень. Причина использования энергетического учёта согласно технократам в том, что она будет обеспечивать наивысшие возможные стандарты жилья так же как равенство между гражданами Техната, в пределах контекста выносимого изобилия.
Энергетический учёт как предлагалось, использовал постдефицитный тип экономики в качестве своего базиса. План Техната включал бы как планировалось такие постдефицитные аспекты как бесплатное жилье (Урбанат), транспортные средства, отдых и образование. Иными словами, бесплатно все, включая все потребительские продукты, как право гражданства. Каждый будет получать равную сумму потребляемой энергии с этой нерыночной экономикой, постдефицитный метод, в теории.

### Оппозиция
Некоторые возможные аргументы против энергетического учёта кратко изложены здесь:
Технократы согласятся с тем, что, как потребители, все люди будут равны в Технате. Технократы утверждают, что обе системы — коммунизм и капитализм — развиваются из дефицита, и что человечество никогда не пыталось осуществить систему, основанную на изобилии, используя науку и энергетический учёт, чтобы судить принятие государством решения. Таким образом, Технократическая система будет невосприимчива к недостаткам коммунизма или капитализма или экономическим концепциям системы цен.
Один аргумент против системы, которая используется для распределения избытков в пределах контекста защиты ресурсов есть то, что там всегда будет дефицит. Пока технократы утверждают, что технологии могут победить дефицит, их оппоненты видят это как неестественную в настоящее время мечту. Технократы утверждают, что современные технологии могут производить больше потребляемых товаров и услуг (таких как еда, одежда, транспорт, коммуникации, и т. д.), что человеческое существование способно физически изнашиваться (?), и это то, что определяет способность заниматься дефицитом, и более того, использование научно обоснованной социальной системы без денежных забот сейчас привыкло судить экономический выбор (?), защиту природных ресурсов для нашего будущего выживания, как приоритет вместо добывания денег.